# Pribylova, zaliv
Pribylova, zaliv är en vik i Antarktis. Den ligger i Östantarktis. Norge gör anspråk på området.